# ギシギシ
ギシギシ（羊蹄、学名: Rumex japonicus）はタデ科の多年草。別名、シノネ、ウマスカンポ、オカジュンサイなどともよばれる。生薬名および中国植物名は、羊蹄（ヨウテイ、拼音: yángtí＝ヤンティ）。市街地周辺から山地まで分布し、やや湿ったところに群生する。春から夏に淡緑色の花を房状に咲かせる。食べられる野草としても知られ、ぬめりのある春の若芽を採取して利用される。根は便秘や皮膚炎に薬用される。

## 名称
和名の由来は諸説あるが、正確な語源は明確ではない。京都の方言に由来するという説や、子供たちの遊びで茎をすり合わせてギシギシという音を出していたことからこの名があるという説が言われているほか、実が詰まってついていて、穂を振るとギシギシと音を立てるからともいわれる。古い名称は之（し）で、根を薬用にしたため「之の根」（シノネ）の別名が生まれている。
日本の地方によって、さまざまに呼び名が変わり、イヌスイバ、ウマスカンポ、ウマスイコ、ウマスイバ、ウマスイベ、オカジュンサイ、オスシグサ、イチシ、ウシグサ、ウシシーシー、ウマスカナ、ウマズイコ、ウマノスカンコ、シブクサ（しぶ草）、シノネともよばれている。花言葉は「忍耐」「隠れ話」「抜け目のなさ」「朗らか」である。
漢名（中国名）で「羊蹄」と書くのは、花の形が羊の蹄に似ているからだとされている。

## 分布・生育地

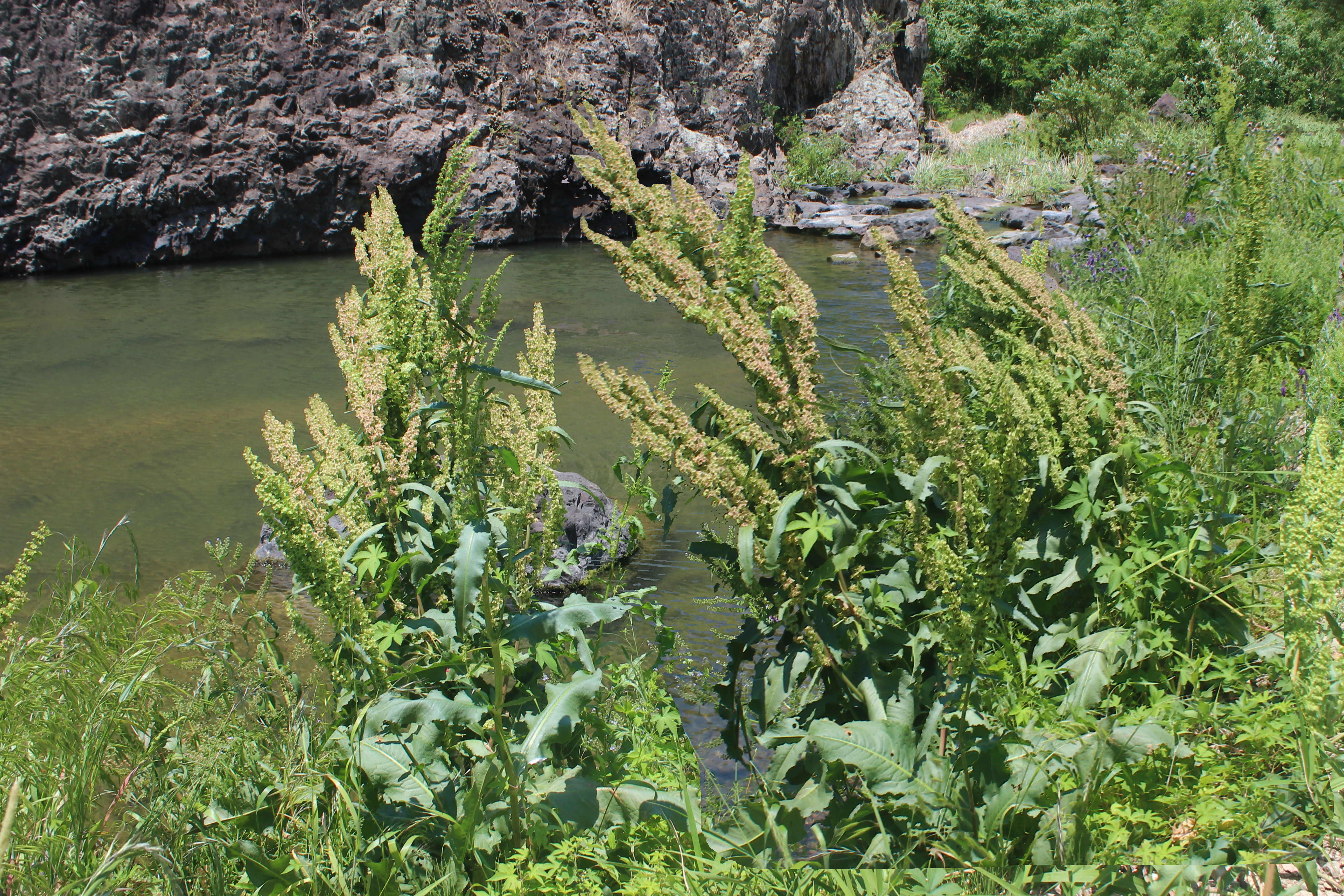
小川の土手に生えているギシギシ

日本の全土（北海道・本州・四国・九州・沖縄）、朝鮮半島、中国、千島列島、樺太の市街地周辺から山地に分布する。やや湿った道ばたや野原、山野、土手、公園や、水辺、湿地、田のあぜなどに群生する。低地から海抜1000メートル (m) くらいの高所にかけて、群生することが多い。ギシギシは水脈に沿って群生しやすいため、地下水位を知る指標植物のひとつになっている。

## 形態・生態
草丈は、40 - 130センチメートル (cm) 前後になる。根は黄色く、太くて堅い。春から夏に伸びる茎は直立して高さ1メートル (m) 内外になり、茎の根際から束になって葉が生える。早春に出る根生葉は、長さ10 - 25 cmの長楕円形で長い柄があり、先端が尖って、基部がハート形に丸みを帯びるが、上部の葉は柄が無く幅も狭くなる。葉の縁は大きく波打つ。根生葉は花期にはほとんど枯れる。
春から夏にかけ（5 - 8月ころ）、分枝した茎の先に花穂を伸ばし、上部で分枝し多数の円錐花序（総状花序とも）を出す。立ち上がった長い花茎には、節から輪生状に、薄緑色で目立たない小さい花を鈴なりにつける。花は花弁をもたず、6片の萼（花被片）からなり、それらが2列に並ぶ。
花が終わると内側の3つの萼が発達し翼片状となって、中央部が次第にこぶ状に膨らんで、3つの稜のある痩果を包み、たくさんつける。この翼は心形で縁に微細な鋸歯がある。こぶ状の膨らみは3個で同じ大きさになる。実は熟すと、緑色から褐色へと変化する。痩果は3稜形で両端が尖っており、茶褐色をしている。
花を咲かせるのは初夏であるが、秋には発芽して、茎をのばさずに、地面にへばりつくように株の中心から放射状に多くの葉を広げたロゼット状態の姿で冬の寒さを越す。

## 利用
根は緩下剤や皮膚病の薬になるほか、葉を開く前の若芽は食用になる。

### 薬用
根や根茎には、エモジンやチリソファノールなどのアントラキノン誘導体、アントロン、タンニンが含まれている。アントラキノン誘導体には緩やかに便通をよくする緩下作用があり、緩下薬として古くから知られている。また、タンニンには組織細胞を引き締める収斂作用があり、腫物などの炎症を鎮める消炎薬に用いられている。
地上部が枯れ始める10月ごろには根を掘り上げて水洗いして土砂を取り除き、厚さ5cmに刻んで天日干しにしたものが生薬になり、羊蹄根（ようていこん）、もしくは羊蹄と称されている。
便秘の緩下薬として、羊蹄根1日量3 - 10グラムを約400 - 600ccの水で半量になるまで煎じ、3回に分けて服用する方法が知られている。民間薬としては、生の根をすりつぶしていんきん、たむしなどの皮膚病や、おでき、腫れ物などの患部に直接につける用法が知られている。胃腸が冷えやすい人や、妊婦への服用は禁忌とされている。

### 食用
早春の時期（2 - 3月）、葉が開ききる前の鞘に包まれた若芽は日本の東北地方で山菜として食用されており、透明なぬめりがある液体に覆われていて独特の食感があることから方言で「オカジュンサイ」と称されている。利用する若芽は丸く巻き、薄い皮を被って透明な粘液に包まれているため手でちぎることはできず、ナイフなどを使って採取される。
若芽は袋状のさやを取り除いて軽くゆでて水にさらして灰汁を抜き、お浸しや和え物、煮浸し、三杯酢、汁の実などに調理される。多少のクセがあるため、生の若芽を塩漬けやぬかみそ漬けにしても食べる。シュウ酸を含むため、生食や多食は避けるよう注意喚起されている。近縁種のスイバの若葉は酸味があるが、ギシギシと同様に食用される。

## 近縁種
外見がよく似た仲間にスイバ（タデ科）がある。ギシギシは根が黄色いのが特徴で、スイバの葉は細長い三角形で基部が矢じりのようになっているが、ギシギシの葉では基部が丸みを帯びているので区別ができる。また、スイバの葉は赤みを帯びていて上部は茎を抱くが、ギシギシの葉は鮮やかな緑色をしていて茎を抱かない点や、スイバの方が草丈80 cmでやや小型であること、花穂が赤味を帯びる点でも区別できる。
ギシギシの近縁種に、ユーラシア原産の帰化植物で、葉が細長くて波を打つナガバギシギシ、ヨーロッパ原産で北海道に帰化し、葉が大きくて中脈が赤みを帯びるエゾノギシギシ、明治時代にヨーロッパから帰化したアレチギシギシなどがある。葉の縁が波打っているものは、日本へ移入してきた外来種であり、ヨーロッパ原産の帰化雑草である。